# 4th Time Around
4th Time Around ist ein Song von Bob Dylan, der 1966 auf seinem Album Blonde on Blonde erschien.
Dylan beschreibt in diesem Lied die Konfrontation eines Mannes mit einer Frau, wobei sich reale und surreale Elemente vermischen. Es gibt Vermutungen, dass der Song auf dem Stück Norwegian Wood vom Beatles-Album Rubber Soul aus dem Jahr 1965 basiert, das von John Lennon geschrieben wurde und seinerseits in Struktur und Text von Dylan beeinflusst zu sein scheint.
Das Lied ist in dem Film Vanilla Sky zu hören.
Noch vor der Veröffentlichung des Albums Blonde on Blonde, spielte Dylan den Song bei den Konzerten seiner Welttournee 1966 solo im akustischen Teil, so zum Beispiel auch am 17. Mai 1966 beim Konzert in der Manchester Free Trade Hall, zu hören auf Volume 4 seiner Bootleg Series: Live 1966.
Auf der umfangreichen, vierzehn CDs umfassenden Sammlung Bob Dylan – The Rolling Thunder Revue: The 1975 Live Recordings befindet sich eine weitere Live-Version des Songs.

## Entstehung
Die auf Blonde on Blonde veröffentlichte Version des Songs wurde aufgenommen am 14. Februar 1966 in den Columbia Music Row Studios von Nashville. Außer Dylan waren an der Aufnahme die folgenden Musiker beteiligt: Robbie Robertson (Gitarre), Wayne Mosse (Gitarre), Charlie McCoy oder Joe South (Bass) und Kenny Buttrey (Schlagzeug).